# Yorckstrasse

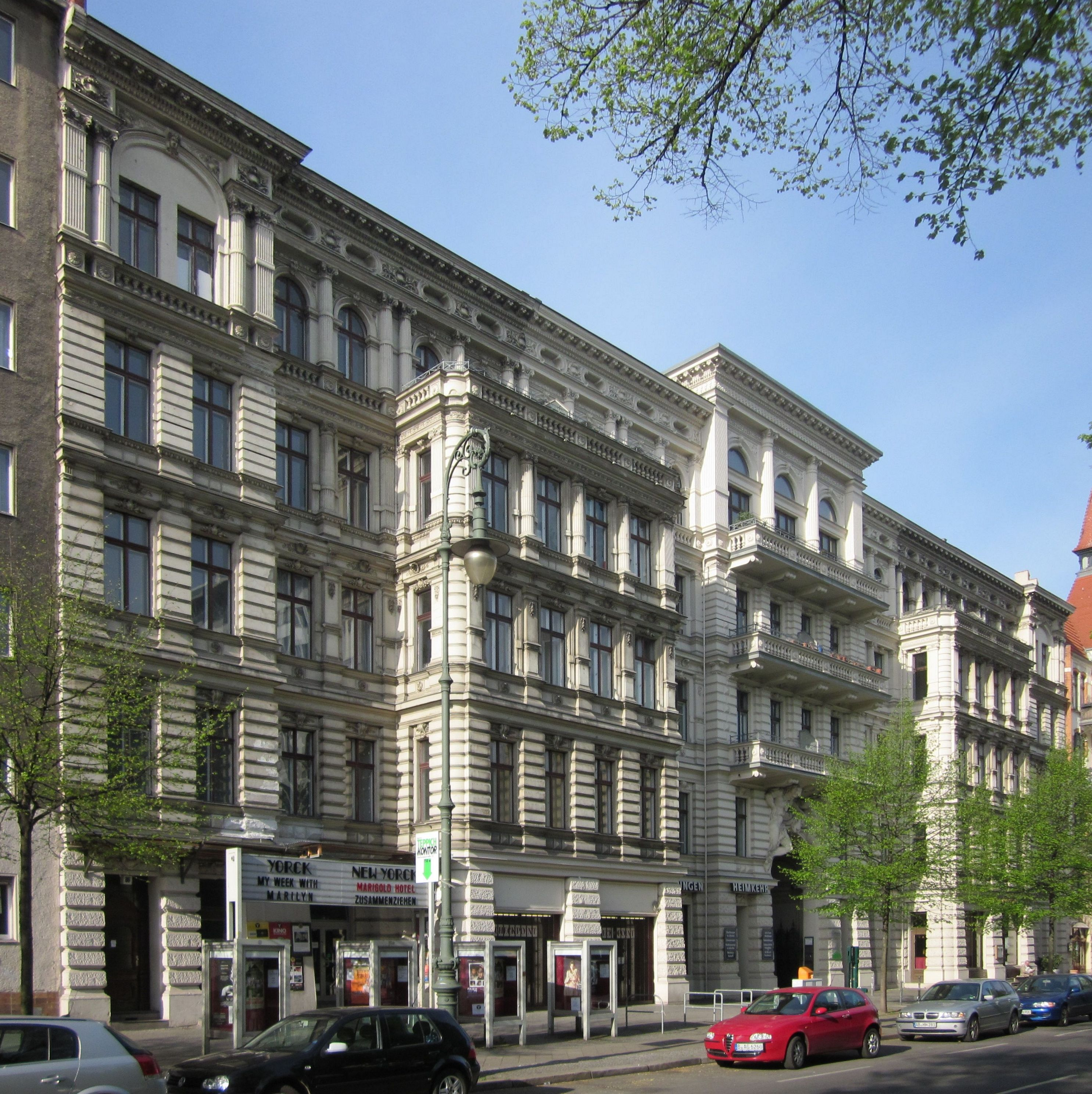
Riehmers Hofgarten på Yorckstrasse 83-86

Yorckstrasse (tyska: Yorckstraße) är en större genomfartsgata i Berlin, som går mellan stadsdelarna Schöneberg och Kreuzberg.  Den börjar i östra utkanten av Schöneberg vid Mansteinstrasse, passerar genom norra utkanten av kvarteret Rote Insel och under järnvägsspåren för järnvägen söderut från Berlin, och slutar i Kreuzberg vid korsningen med Mehringdamm. Gatan anlades i samband med Hobrechtplanen på 1860-talet och döptes efter den preussiske fältmarskalken Ludwig Yorck von Wartenburg (1759-1830).
Bland kända byggnader utefter gatan finns Gründerzeit-byggnadskomplexet Riehmers Hofgarten, kyrkan Sankt Bonifatius och Kreuzbergs rådhus.
Gatan har givit namn åt pendeltågs- och tunnelbanestationen Yorckstrasse.

## Angränsande gator och platser
- Mehringdamm